# 天廪一
天廪一，即金牛座5（5 Tau，5 Tauri）是一颗位于金牛座的恒星，距离地球约360光年。
天廪一是一个分光双星，光谱分型为K-型巨星，视星等为+4.14。